# Xã Liberty, Quận Jackson, Kansas
Xã Liberty (tiếng Anh: Liberty Township) là một xã thuộc quận Jackson, tiểu bang Kansas, Hoa Kỳ. Năm 2010, dân số của xã này là 510 người.